# المهمة الأخيرة (فلم)
المهمة الأخيرة (بالإنجليزية: The Last Detail) فيلم درامي كوميدي أمريكي لعام 1973، من إخراج هال أشبي وبطولة جاك نيكلسون وأوتيس يونغ وراندي كويد. كتب السيناريو روبرت تاون، استنادًا إلى رواية تحمل نفس الاسم صدرت عام 1969 كتبها داريل بونيكسان. صدر الفيلم في 12 ديسمبر 1973.
شاع عن الفيلم استخدامه المتكرر للألفاظ النابية، وترشح لثلاث جوائز الأكاديمية: أفضل ممثل في دور رئيسي (نيكولسون)، وأفضل ممثل مساعد (كويد) وأفضل كتابة سيناريو مبني على مادة من عمل آخر.

## طاقم التمثيل
- جاك نيكلسون: في دور جندي سلاح الإشارة من الدرجة الأولى في البحرية الأمريكية بيلي بوديسكي.
- أوتيس يونج: في دور جندي صيانة أسلحة السفينة من الدرجة الأولى ريتشارد «ميول» مولهال.
- راندي كويد: في دور البحار لورانس إم «لاري» ميدوز
- كليفتون جيمس: في دور قائد جنود في البحرية الأمريكية
- كارول كين: في دور بائعة هوى شابة
- مايكل موريارتي: في دور ملازم أول مناوب بحري
- نانسي ألين: في دور نانسي
- جيلدا رادنر: في دور عضوة فريق تعليم نوع من الديانة البوذية في اليابان
- جيم هون: في دور عضو فريق تعليم نوع من الديانة البوذية في اليابان.
- لوانا أندرس: في دور دونا[6]

## أحداث الفيلم
يستدعي قائد جنود البحرية اثنين من جنوده، بيلي بوديسكي (جاك نيكلسون) وريتشارد «ميول» مولهال (أوتيس يونغ)، ويتم تكليفهم بمرافقة سيمان لاري ميدوز (راندي كويد) البالغ من العمر 18 عامًا إلى سجن بورتسموث البحري بالقرب من كيتيري بولاية مين. تمت محاكمة ميدوز أمام المحكمة العسكرية، وتم تسريحه من الخدمة بشكل مخزي، وحكم عليه بالسجن ثماني سنوات لسرقة 40 دولارًا من صندوق خيري تديره زوجة ضابط كبير. يُمنح بوديسكي ومولهال أسبوعًا واحدًا لمرافقة ميدوز إلى بورتسموث، وإذا فشلوا في إكمال المهمة في الوقت المحدد أو يسمحوا لميدوز بالهرب، فسيتم طردهم من البحرية وفقدان جميع المزايا. على الرغم من استيائهم الأولي من التفاصيل، وإدراكهم أن سجينهم مصاب بهوس السرقة ويسرق بشكل قهري، يبدأ بيلي ومول في الإعجاب بميدوز وهم يرافقونه في رحلة بالقطار عبر الولايات الشمالية الشرقية الشتوية. يقرروا أن يسمحوا للسجين بقضاء وقتًا ممتعًا قبل تسليمه إلى السلطات. يتوقف الثلاثي على طول طريقهم لتقديم مغامرات رحلة مجانية إلى ميدوز، مع بقاء عدة أيام قبل موعد وصولهم إلى بورتسموث. يذهبون إلى مطعم في واشنطن العاصمة، ويطلبون البرغر والبطاطا المقلية والحليب المخفوق، بعد ذلك يذهبون إلى حانة، لكن الساقي يرفض تقديم المشروب، حيث يبدو أن ميدوز قاصرًا ولا يمكنه تقديم بطاقة هوية. يذهبون إلى محطة وقود ويسكرون في موقف السيارات، ثم يشترون الويسكي والسيجار ويعودوا إلى غرفة الفندق، حيث يبقون مستيقظين طوال الليل يشاهدون التلفزيون ويلعبون الورق والحزورات ويرون القصص ويتصحفون المجلات. يبحثون في كامدن، بولاية نيوجيرسي، عن والدة ميدوز، ويفشلوا في العثور عليها. يذهب الثلاثي لتمكين ميدوز من التزلج على الجليد في مركز روكفلر في مدينة نيويورك ويذهبون إلى الحانات. يواجهون مجموعة من البوذيين النيتشيرين وهم ينشدون في اجتماع لهم، ويعلم البوذيون ميدوز كيفية الصلاة على طريقتهم. يعترف ميدوز أن أيامه مع بوديسكي ومولهول ستكون الأفضل طوال حياته. يذهب الثلاثي إلى بيت دعارة لتقديم لميدوز متعة قبل السجن، الذي يصارحهم أنه لم يقرب أي انثي من قبل. يصل الثلاثي أخيرًا إلى بورتسموث، ويطلب ميدوز طلبًا نهائيًا، مجرد نزهة. يشتري البحارة بعض النقانق ويحاولون الشواء في الثلج. يحاول ميدوز الهرب ويتصدى له بوديسكي ويلكمه وتنزف الدماء من وجهه، ويعتذر بوديسكي، ويبكي ميدوز. يصل البحارة إلى السجن حيث يتم اقتياد ميدوز بعيدًا لمعالجته دون أن ينبس ببنت شفة، على الرغم من أن بودسكي كان قلقًا بشأن الوحشية التي تنتظر ميدوز على يد حراس مشاة البحرية، فإن الضابط الشاب المناوب (ملازم أول يرتدي خاتم أنابوليس)، يوبخ بودوسكي ومولهال لضربهما ميدوز. يسأل الضابط المناوب ما إذا كان ميدوز قد حاول المقاومة أو القتال، وهو ما ينكرونه. يلاحظ الضابط أن أوراق مشاة البحرية لم يتم التوقيع عليها رسميًا من قائد السلاح في نورفولك، مما يعني أنهم لم يغادروا. يلين ضابط البحرية الشاب الغاضب عندما يطلب مولهال وبودوسكي التحدث إلى رئيسه. بعد اكتمال التفاصيل، يغادر بوديسكي ومولهال السجن متذمرين من عدم كفاءة الضابط المناوب لأنه بعد التوبيخ نسي الاحتفاظ بنسخته من الأوراق.

## استقبال الفيلم
شباك التذاكر
افتتح الفيلم في دار عرض بروين في ويستوود بولاية لوس أنجلوس لحضور حفل خاص لتأهيل الفيلم لجائزة الأوسكار ولمدة 11 يومًا حيث حقق 46.369 دولارًا. حصل الفيلم على 5 ملايين دولار من شباك التذاكر في أمريكا الشمالية.
استقبال النقاد
تلقى الفيلم آراء إيجابية للغاية. كتب فينسينت كانبي في صحيفة نيويورك تايمز: «إنه أفضل شيء فعله على الإطلاق»، مشيرًا إلى أداء نيكولسون. كما أشادت مجلة فارايتي بنيكلسون، وكتبت: «أنه متميز على رأس فريق عمل رائع». أعطى جين سيسكل من شيكاغو تريبيون الفيلم أربعة نجوم من أصل أربعة، وكتب: «أن نيكولسون يواصل سلسلة عروضه المثيرة للإعجاب، وأن السيناريو مضحك وحكيم. إنه يجسد كل سخافة وغباء ودفء يجده الرجال في تجمعاتهم». وصنفه في المرتبة الثانية على قائمته لأفضل أفلام العام. كتب تشارلز تشامبلن من صحيفة لوس أنجلوس تايمز: «قطعة متفوقة من صناعة الأفلام التي قد يتجاوز تمثيله الفائق والمزاح المدمر والشعور الدقيق بالوقت والبيئة رسائل اليأس والبراءة المفقودة». كتب جاري أرنولد من صحيفة واشنطن بوست في مقالة سلبية بشكل عام: «من الممكن تصور أن هذا الفيلم كان سينجح، لو كان الاتجاه فقط أكثر حدة. لسوء الحظ، ظهر المخرج آشبي كما لو كان مبتدئ، غير متأكد من وضع الكاميرا والإضاءة ولم يقرر ما هي السرعة التي تحتاجها القصة وما هي المشاعر التي يجب أن تثيرها». أشاد أندرو ساريس باتجاه أشبي الدقيق والحساس. كتب ريتشارد شيكل من مجلة تايم: «هناك واقعية متواضعة في النص، والمخرج آشبي يتعامل مع كاميرته ببساطة تذكرنا بالطريقة التي تعامل بها المخرجون الأمريكيون في الثلاثينيات».
منح موقع الطماطم الفاسدة فيلم «المهمة الأخيرة» تقييم بمقدار 89% بناء على آراء 36 ناقد.
منح موقع ميتاكريتيك فيلم «المهمة الأخيرة» تقييم 89% بناء على آراء 11 ناقد.
تم عرض الفيلم كجزء من قسم الكلاسيكيات في مهرجان كان السينمائي 2013. ينسب إلى بول تاتارا وإلى حد كبير الفضل في «سيناريو روبرت تاون المفجع» لفيلم «المهمة الأخيرة»، واللغة الملونة، وتطور الشخصية الذي يمكن تصديقه تمامًا، والذي يقدم تراكمًا عاطفيًا حقيقيًا.

## وصلات خارجية
- مقالات تستعمل روابط فنية بلا صلة مع ويكي بيانات